# Závada (Banská Bystrica)
|  | Per a altres significats, vegeu «Závada». |

Závada és un poble i municipi d'Eslovàquia. Es troba a la regió de Banská Bystrica.

## Història
La primera menció escrita de la vila es remunta al 1393.

## Demografia
| Godina             | 1994 | 2004    | 2014   | 2024    |
| ------------------ | ---- | ------- | ------ | ------- |
| Nombre de persones | 482  | 540     | 502    | 392     |
| Diferència         |      | +12,03% | −7,03% | −21,91% |

| Godina             | 2023 | 2024   |
| ------------------ | ---- | ------ |
| Nombre de persones | 401  | 392    |
| Diferència         |      | −2,24% |